# Чугуш
Чугуш (рус. Чугуш; адиг. Чӏыгушъхь) планина је у западном делу Великог Кавказа, на југозападу Руске Федерације. Налази се на самој граници између Краснодарске покрајине (односно њеног Сочинског округа) и Адигеје. Њена највиша тачка, врх Пшиш, са надморском висином од 3.237 метара је уједно и највиша тачка Адигеје.
У нижим деловима налазе се мешовито буково-јелове шуме, изнад њих се алпијске ливаде, док се на северним и источним врховима налази око десетак мањих ледника укупне површине око 1,2 км². На Чугушу извире река Киша, највећа притока реке Белаје.